# Vicky Hinsberger
Vicky Hinsberger (* 2. April 1985 in Winterbach, St. Wendel) ist eine ehemalige deutsche Fußballspielerin.

## Karriere
Die 170 cm große Innenverteidigerin Hinsberger spielte von 2001 bis 2011 für den 1. FC Saarbrücken, der in diesem Zeitraum – wegen des wechselnden Auf- und Abstieges – als Fahrstuhlmannschaft bezeichnet wurde.
In fünf Saisons kam sie in insgesamt 59 Punktspielen in der Bundesliga zum Einsatz und debütierte am 26. August 2001 (2. Spieltag). In den folgenden Jahren kamen mehrere Erfolge aber auch Abstiege hinzu, sodass Hinsberger Spiele in der Bundesliga, der damaligen zweitklassigen Regionalliga Südwest und der dann neugeschaffenen zweigleisige 2. Bundesliga vorweisen kann.
Hinsberger blieb danach im Saarland und schloss sich dem SV Bardenbach aus dem gleichnamigen Stadtteil von Wadern an, für den sie in der mittlerweile drittklassigen Regionalliga Südwest, sowie im Jahr darauf in der 2. Bundesliga Süd, spielte. Nach der Hinrunde der Saison 2013/14 in der erneuten Drittklassigkeit, verließ sie den Verein und wechselte zum SV Dirmingen, einem Sportverein aus dem saarländischen Eppelborn. Nach dreieinhalb Jahren für den Verein beendete sie im Juli 2017 dort ihre Fußballkarriere. Sowohl für den SV Bardenbach, als auch für den SV Dirmingen kam sie zwei- bzw. einmal im DFB-Pokal zum Einsatz.
Außerdem bestritt sie für den 1. FC Saarbrücken Spiele um den nationalen Vereinspokal, so nahm sie am 19. April 2008 an dem Finale im Olympiastadion Berlin – als Vorspiel zum Männerfinale – vor 20.000 Zuschauern am Spiel gegen den 1. FFC Frankfurt teil, welches die Mannschaft aber verlor. In diesem Wettbewerb kam sie anschließend in drei weiteren Spielen zum Einsatz. Ferner bestritt sie drei Spiele in der Gruppe 3 des WM-Überbrückungsturniers 2007 sowie vier Spiele in der Gruppe 1 des Bundesliga-Cups 2011.

## Erfolge
- Meister der Regionalliga Südwest 2012
  - und Aufstieg in die 2. Bundesliga Süd
- DFB-Pokal-Finalist 2008
- Meister der 2. Bundesliga Süd 2007
  - und Aufstieg in die Bundesliga
- Meister der Regionalliga Südwest 2003
  - und Aufstieg in die Bundesliga